# Angela Rayner
Angela Rayner (Stockport, 28 marzo 1980) è una politica e sindacalista britannica, che dal 5 luglio 2024 ricopre la carica di vice primo ministro del Regno Unito nonché quella di segretario di Stato per l’edilizia abitativa, le comunità e il governo locale.
Eletta alla Camera dei comuni nel 2015 per la circoscrizione di Ashton-under-Lyne, è dal 2020 anche vice-leader del Partito Laburista.

## Biografia
Angela Bowen è nata nel 1980 a Stockport, nella Grande Manchester.
Ha frequentato la Avondale School di Stockport, lasciando la scuola all'età di 16 anni dopo essere rimasta incinta, e non ha ottenuto alcuna qualifica. Rayner ha dichiarato: "Quando ero giovane, non avevamo libri perché mia madre non sapeva né leggere né scrivere". In seguito ha studiato part-time allo Stockport College, imparando la lingua dei segni britannica e ottenendo un NVQ di livello 2 in assistenza sociale.
Dopo aver lasciato il college, Rayner ha lavorato per lo Stockport Metropolitan Borough Council come assistente per un certo numero di anni. Durante questo periodo, è stata anche eletta come rappresentante sindacale per Unison. In seguito è stata eletta come coordinatrice di Unison North West, diventando il funzionario più anziano del sindacato nella regione. Il Guardian ha pubblicato un lungo profilo di Rayner nel 2012, come parte di un articolo sulla vita lavorativa di un funzionario sindacale.